# Spilogona pacifica
Spilogona pacifica är en tvåvingeart som först beskrevs av Johann Wilhelm Meigen 1826.  Spilogona pacifica ingår i släktet Spilogona och familjen husflugor. Arten är reproducerande i Sverige. Inga underarter finns listade i Catalogue of Life.